# Населення Івано-Франківська
Станом на 1 лютого 2013 р. у Івано-Франківську та селах, підпорядкованих міськраді, за оцінкою, проживало 243,9 тис. осіб, у тому числі в обласному центрі — 226,1 тис., в сільській місцевості — 17,8 тис. осіб. Кількість жителів з початку року збільшилась на 91 особу. Такі зміни відбулись за рахунок природного приросту на 441 особу, водночас, спостерігалося міграційне скорочення населення на 350 осіб..
Станом на 01 січня 2022 р. у м. Івано-Франківську та селах, підпорядкованих міськраді, проживало 273 990▲ осіб, у тому числі в обласному центрі — 238 197▲осіб.

## Динаміка населення
| Динаміка чисельності населення Івано-Франківська | Динаміка чисельності населення Івано-Франківська | Динаміка чисельності населення Івано-Франківська | Динаміка чисельності населення Івано-Франківська | Динаміка чисельності населення Івано-Франківська | Динаміка чисельності населення Івано-Франківська | Динаміка чисельності населення Івано-Франківська | Динаміка чисельності населення Івано-Франківська | Динаміка чисельності населення Івано-Франківська | Динаміка чисельності населення Івано-Франківська | Динаміка чисельності населення Івано-Франківська | Динаміка чисельності населення Івано-Франківська | Динаміка чисельності населення Івано-Франківська | Динаміка чисельності населення Івано-Франківська |
|                                                  | 1732                                             | 1792                                             | 1801                                             | 1849                                             | 1880                                             | 1914                                             | 1921                                             | 1931                                             | 1959                                             | 1970                                             | 1979                                             | 1989                                             | 2001                                             |
| ------------------------------------------------ | ------------------------------------------------ | ------------------------------------------------ | ------------------------------------------------ | ------------------------------------------------ | ------------------------------------------------ | ------------------------------------------------ | ------------------------------------------------ | ------------------------------------------------ | ------------------------------------------------ | ------------------------------------------------ | ------------------------------------------------ | ------------------------------------------------ | ------------------------------------------------ |
| Населення міста                                  | 3 300                                            | 5 448                                            | 6 192                                            | 10 864                                           | 18 626                                           | 64 000                                           | 51 391                                           | 60 256                                           | 66 456                                           | 104 971                                          | 149 747                                          | 214 021                                          | 218 359                                          |
| Населення міськради                              |                                                  |                                                  |                                                  |                                                  |                                                  |                                                  |                                                  |                                                  |                                                  | 104 971                                          | 149 747                                          | 229 272                                          | 233 418                                          |

| Динаміка чисельності населення Івано-Франківська | Динаміка чисельності населення Івано-Франківська | Динаміка чисельності населення Івано-Франківська | Динаміка чисельності населення Івано-Франківська | Динаміка чисельності населення Івано-Франківська | Динаміка чисельності населення Івано-Франківська |
|                                                  | 2008                                             | 2013                                             | 2018                                             | 2019                                             | 2022                                             |
| ------------------------------------------------ | ------------------------------------------------ | ------------------------------------------------ | ------------------------------------------------ | ------------------------------------------------ | ------------------------------------------------ |
| Населення міста                                  | 222 538                                          | 226 018                                          | 235 355                                          | 236 602                                          | 238 197                                          |
| Населення міськради                              | 238 273                                          | 243 700                                          | 257 477                                          | 260 605                                          | 275 990                                          |

## Національний склад
| Національний склад населення в 1732–1921 | Національний склад населення в 1732–1921 | Національний склад населення в 1732–1921 | Національний склад населення в 1732–1921 | Національний склад населення в 1732–1921 | Національний склад населення в 1732–1921 | Національний склад населення в 1732–1921 | Національний склад населення в 1732–1921 | та 1989–2001 рр. | та 1989–2001 рр. | та 1989–2001 рр. | та 1989–2001 рр. | та 1989–2001 рр. | та 1989–2001 рр. | та 1989–2001 рр. |
| Національність                           | 1732                                     | 1793                                     | 1869                                     | 1880                                     | 1900                                     | 1910                                     | 1921                                     | Національність   | 1959             | 1970             | 1979             | 1989             | 2001             |                  |
| ---------------------------------------- | ---------------------------------------- | ---------------------------------------- | ---------------------------------------- | ---------------------------------------- | ---------------------------------------- | ---------------------------------------- | ---------------------------------------- | ---------------- | ---------------- | ---------------- | ---------------- | ---------------- | ---------------- | ---------------- |
| Українці                                 | 1 518                                    | 2 526                                    | 2 236                                    | 2 794                                    | 4 606                                    | 5 624                                    | 8 441                                    | Українці         | 43 858           | 76 474           | 114 500          | 169 795          | 212 577          |                  |
| Поляки                                   | 1 518                                    | 2 526                                    | 4 221                                    | 5 584                                    | 8 334                                    | 9 065                                    | 21 581                                   | Поляки           | 1 958            | 1 459            | 1 256            | 1 060            | 653              |                  |
| Вірмени                                  | 333                                      | 510                                      | 55                                       | 90                                       | 58                                       | --                                       | --                                       | Росіяни          | 16 892           | 22 313           | 26 694           | 35 015           | 13 876           |                  |
| Німці                                    | --                                       | --                                       | --                                       | 135                                      | 149                                      | --                                       | 1 076                                    | Білоруси         | 628              | 1 236            | 1 056            | 1 683            | 633              |                  |
| Євреї                                    | 1 420                                    | 2 412                                    | 8 088                                    | 10 023                                   | 13 826                                   | 15 161                                   | 20 208                                   | Євреї            | 2 136            | 2 237            | 1 778            | 1 406            | 256              |                  |
| Чехи                                     | --                                       | --                                       | --                                       | --                                       | 39                                       | --                                       | 11                                       | Інші             | 984              | 1 252            | 1 309            | 2 273            | 1 263            |                  |
| Інші                                     | --                                       | --                                       | 186                                      | --                                       | --                                       | --                                       | 74                                       |                  |                  |                  |                  |                  |                  |                  |

|          | 1869  | 1880  | 1900  | 1910  | 1921  | 1959  | 1970  | 1979  | 1989  | 1989  | 2001  |
| українці | 14,9% | 14,9% | 17,1% | 18,4% | 16,4% | 66,0% | 72,9% | 78,1% | 80,4% | 81,6% | 92,2% |
| поляки   | 28,1% | 29,9% | 30,9% | 29,7% | 42,0% | 2,9%  | 1,4%  | 0,9%  | 0,5%  | 0,5%  | 0,3%  |
| євреї    | 53,9% | 53,6% | 51,2% | 49,7% | 39,3% | 3,2%  | 2,1%  | 1,2%  | 0,7%  | 0,6%  | 0,1%  |
| росіяни  |       |       |       |       |       | 25,4% | 21,3% | 18,2% | 16,6% | 15,6% | 6,0%  |
| білоруси |       |       |       |       |       | 0,9%  | 1,2%  | 0,7%  | 0,8%  | 0,8%  | 0,3%  |
|          |       |       |       |       |       |       |       |       |       |       |       |

Згідно з опитуваннями, проведеними Соціологічною групою «Рейтинг» у 2017 році, українці становили 98% населення міста, росіяни — 2%.
У XVIII ст. українців та поляків відрізняли лише за віросповіданням, хоч при заснуванні міста переважну частку складали українці. Потім приріст населення відбувався в основному за рахунок євреїв, що займались основним чином торгівлею, промислом і ремеслами.
| Зміна кількості євреїв у населенні Івано-Франківська |
| ---------------------------------------------------- |

## Мовний склад
Українська мова є основною та єдиною офіційною мовою міста.
Згідно з опитуваннями, проведеними Соціологічною групою «Рейтинг» у 2017 році, українською вдома розмовляли 95% населення міста, російською — 1%, українською та російською в рівній мірі — 3%.
Згідно з опитуванням, проведеним Міжнародним республіканським інститутом у квітні-травні 2023 року, українською вдома розмовляли 97 % населення міста, російською — 3 %.
Згідно з опитуванням, проведеним Міжнародним республіканським інститутом у квітні-травні 2024 року, українською вдома розмовляли 99 % населення міста, російською — 6 % (на відміну від опитування 2023 року було дозволено вибір кількох варіантів).
Рідна мова населення Івано-Франківська у 1959—2001 р. за даними переписів населення
|            | 1959   | 1970    | 1979    | 1989    | 2001    |
| українська | 42 003 | 73 938  | 110 799 | 165 533 | 213 502 |
| російська  | 21 047 | 27 440  | 32 765  | 41 244  | 14 701  |
| інша       | 3 406  | 3 593   | 3 029   | 4 455   | 2 240   |
| всього     | 66 456 | 104 971 | 146 593 | 211 232 | 230 443 |

|            | 1959  | 1970  | 1979  | 1989  | 2001  |
| українська | 63,2% | 70,4% | 75,6% | 78,4% | 92,6% |
| російська  | 31,7% | 26,1% | 22,4% | 19,5% | 6,4%  |
| інша       | 5,1%  | 3,4%  | 2,1%  | 2,1%  | 1,0%  |

Рідна мова українців Івано-Франківська за даними переписів населення
|                       | 1959   | 1970   | 1979    | 1989    | 2001    |
| українська            | 93,9%  | 95,4%  | 95,8%   | 96,7%   | 99,2%   |
| російська             | 6,1%   | 4,6%   | 4,2%    | 3,3%    | 0,8%    |
| чисельність українців | 43 858 | 76 474 | 114 500 | 169 795 | 212 577 |

Рідна мова росіян Івано-Франківська за даними переписів населення
|                    | 1959   | 1970   | 1979   | 1989   | 2001   |
| російська          | 99,4%  | 99,0%  | 98,6%  | 98,1%  | 88,7%  |
| українська         | 0,6%   | 1,0%   | 1,4%   | 1,9%   | 11,2%  |
| чисельність росіян | 16 892 | 22 313 | 26 694 | 35 015 | 13 876 |

Рідна мова поляків Івано-Франківська за даними переписів населення
|                     | 1959  | 1970  | 1979  | 1989  | 2001  |
| польська            | 57,0% | 38,2% | 31,0% | 28,8% | 31,2% |
| українська          | 34,7% | 51,0% | 54,4% | 56,6% | 62,2% |
| російська           | 8,2%  | 9,7%  | 14,5% | 14,3% | 6,1%  |
| чисельність поляків | 1 958 | 1 459 | 1 256 | 1 060 | 653   |

Рідна мова євреїв Івано-Франківська за даними переписів населення
|                    | 1959  | 1970  | 1979  | 1989  | 2001  |
| їдиш               | 30,1% | 22,9% | 14,2% | 13,0% | 8,2%  |
| російська          | 66,4% | 74,3% | 83,0% | 83,4% | 59,8% |
| українська         | 2,7%  | 2,3%  | 2,3%  | 3,6%  | 30,9% |
| чисельність євреїв | 2 136 | 2 237 | 1 778 | 1 406 | 256   |
|                    |       |       |       |       |       |

Динаміка чисельності етно-мовних груп населення Івано-Франківська за даними переписів
| Національність | Рідна мова    | 1959   | 1970    | 1979    | 1989    | 2001    |
| -------------- | ------------- | ------ | ------- | ------- | ------- | ------- |
| українці       | українська    | 41 163 | 72 917  | 109 705 | 164 225 | 210 931 |
| українці       | російська     | 2 684  | 3 551   | 4 786   | 5 566   | 1 620   |
| росіяни        | російська     | 16 784 | 22 085  | 26 322  | 34 353  | 12 309  |
| росіяни        | українська    | 104    | 225     | 370     | 658     | 1 559   |
| поляки         | українська    | 679    | 744     | 683     | 600     | 406     |
| поляки         | польська      | 1 116  | 557     | 389     | 305     | 204     |
| поляки         | російська     | 161    | 142     | 182     | 152     | 40      |
| євреї          | російська     | 1 418  | 1 662   | 1 475   | 1 173   | 153     |
| євреї          | українська    | 57     | 52      | 41      | 50      | 79      |
| євреї          | їдиш          | 644    | 513     | 259     | 183     | 21      |
| інші варіанти  | інші варіанти | 1 646  | 2 523   | 2 381   | 3 967   | 3 121   |
| всього         | всього        | 66 456 | 104 971 | 146 593 | 211 232 | 230 443 |

Динаміка частки етно-мовних груп у населенні Івано-Франківська за даними переписів
| Національність | Рідна мова    | 1959   | 1970    | 1979    | 1989    | 2001    |
| -------------- | ------------- | ------ | ------- | ------- | ------- | ------- |
| українці       | українська    | 61,9%  | 69,5%   | 74,8%   | 77,7%   | 91,5%   |
| українці       | російська     | 4,0%   | 3,4%    | 3,3%    | 2,6%    | 0,7%    |
| росіяни        | російська     | 25,3%  | 21,0%   | 18,0%   | 16,3%   | 5,3%    |
| росіяни        | українська    | 0,2%   | 0,2%    | 0,3%    | 0,3%    | 0,7%    |
| поляки         | українська    | 1,0%   | 0,7%    | 0,5%    | 0,3%    | 0,2%    |
| поляки         | польська      | 1,7%   | 0,5%    | 0,3%    | 0,1%    | 0,1%    |
| поляки         | російська     | 0,2%   | 0,1%    | 0,1%    | 0,1%    | 0,02%   |
| євреї          | російська     | 2,1%   | 1,6%    | 1,0%    | 0,6%    | 0,1%    |
| євреї          | українська    | 0,1%   | 0,05%   | 0,03%   | 0,02%   | 0,03%   |
| євреї          | їдиш          | 1,0%   | 0,5%    | 0,2%    | 0,1%    | 0,01%   |
| інші варіанти  | інші варіанти | 2,5%   | 2,4%    | 1,6%    | 1,9%    | 1,4%    |
| всього         | всього        | 66 456 | 104 971 | 146 593 | 211 232 | 230 443 |

## Статевий склад
Станом на 2001 рік кількість чоловіків становить 111,0 тис. осіб, або 47,5%, жінок — 122,4 тис.осіб, або 52,5%.